# Trends-Tendances
 (décembre 2014).
Trends-Tendances, est un magazine économique et financier publié en Belgique francophone par Roularta. Ce magazine est également décliné dans une version en langue néerlandaise : Trends Magazine. Les rédactions de Trends-Tendances et de Trends jettent chaque jeudi un regard spécifique sur la vie économique et financière de Belgique. 
Trends-Tendances et Trends Magazine paraissent depuis plus de 30 ans déjà. Ces magazines d’affaires (fr et nl) comptent 205 000 lecteurs et un tirage de 52 311 exemplaires (données CIM 09-10[réf. nécessaire]).
Les concurrents directs de Trends et de Trends-Tendances sont issus de la presse quotidienne économique et financière : L'Echo côté francophone, et le Tijd, côté flamand.

## Contenu du magazine
Le contenu du magazine traite de la vie des entreprises belges et internationales à travers les rubriques « Actualité » et « Analyse ». Il comporte également une section consacrée aux questions pratiques, Bizz, une rubrique de portraits, People, une rubrique loisirs et culture, Perso et l'argent personnel en pratique avec Moneytalk.

Les rédactions de Trends-Tendances (fr) et Trends (nl), installées à Bruxelles, sont autonomes, mais collaborent sous la forme de traductions ponctuelles d'articles ou d'articles communs. Les deux magazines publient aussi occasionnellement des traductions de publications internationales comme Les Echos, Der Spiegel ou The Economist, selon les accords de copyrights conclus par le groupe Roularta avec des éditeurs internationaux.

## Rédaction
La rédaction de Trends-Tendances se compose de sept journalistes rédacteurs : Frédéric Brébant, Sébastien Buron, Christophe Charlot, Christophe De Caevel, Olivier Mouton, Pierre-Henri Thomas et Robert van Apeldoorn. Rédacteur en chef : Amid Faljaoui

## Historique
Le magazine Trends-Tendances a été créé par les éditions Biblo, une société basée à Kalmthout, au nord d'Anvers, fondée par Herman Van Hove et Alfons Van de Putte. Elle a développé une activité dans l'édition de newletters de conseil en placement et en fiscalité, Swing Trends, devenu l'Initié de la Bourse, ou le Fiscologue. Il a été racheté en 2003 par le groupe Roularta, en même temps que toutes les autres activités de Roularta Media Group (imprimerie, newsletters).
Le groupe Roularta a lancé Trends Magazine en 1975, en néerlandais. L'édition francophone, lancée par Biblo un an plus tard, est assurée dans le cadre d'accords qui ont conféré à Roularta deux fonctions importantes : l'impression de Trends Tendances et la collecte de la publicité. Les deux magazines, bien qu'édités séparément, ont donc toujours eu un air de famille. Ils ont toujours partagé une mise en page identique et une organisation similaire des rubriques. Les deux magazines conservent néanmoins une rédaction distincte, ce qui explique qu'en général, les couvertures soient totalement différentes, adaptées à chaque public. Certains dossiers ponctuels sont communs (immobilier), de même que la rubrique Bizz et le supplément Moneytalk, et chaque rédaction a la faculté de traduire des textes provenant de l'autre édition. Mais la majeure partie du magazine Trends-Tendances est réalisée directement par la rédaction.
À l'origine, Trends et Trends-Tendances se sont inspirés du magazine américain Forbes, dont le titre garde encore la typographie.
Le dernier changement apporté en mai 2011 est l'intégration du supplément de finances personnelles Moneytalk dans le magazine, sous forme de rubrique.

## Trends.be
Le magazine propose un site internet depuis la fin des années 1990. 
Depuis le 1er janvier 2007, la rédaction du site Internet Trends.be assure une information économique et financière quotidienne, en temps réel. Les informations y sont réparties en quatre grandes rubriques : Entreprises, Banque & Finance, Politique économique et High-Tech.
Ces articles sont enrichis de cours de Bourse, de données sur les entreprises citées (via le Trends Top 100.000), de vidéos de la chaîne économique Canal Z. 
Trends.be est une coupole business qui, à son tour, s’intègre dans la coupole LeVif.be, site d’information généraliste liée au magazine Le Vif/L'Express.

## Trends Style
Supplément style de vie, paraissant six fois par an, remplaçant le supplément Gentleman à partir de 2012. Cette publication est réalisée par Roularta Custom Media.

## Canal Z
Le groupe Roularta, qui édite Trends Tendances, a aussi créé une chaîne de télévision thématique, Canal Z, consacré à l'économie et aux finances, qui existe aussi en néerlandais sous le nom Kanaal Z.  La cellule financière de Cash et de L’Initié de la Bourse assure enfin des commentaires boursiers sur la chaîne de télévision d’affaires Canal Z.

## Événements liés au magazine
Le magazine décerne chaque année, au début du mois de janvier, le prix du Manager de l'année.